# Сасово-Закарпатське
Са́сово-Закарпа́тське — пасажирський залізничний зупинний пункт Ужгородської дирекції Львівської залізниці.
Розташований у селі Сасово, Виноградівський район Закарпатської області на лінії Королево — Дяково між станціями Виноградів-Закарпатський (16 км), Королево (9 км) та Чорнотисів (3 км).
Станом на серпень 2019 року щодня дві пари дизель-потягів прямують за напрямком Дяково — Батьово/Солотвино I.